# Michou (directeur de cabaret)
Pour les articles homonymes, voir Michou (homonymie) et Catty (homonymie).
Michou, de son vrai nom Michel Catty, est un directeur de cabaret français, né le 18 juin 1931 à Amiens (Somme) et mort le 26 janvier 2020 à Saint-Mandé (Val-de-Marne).

## Biographie
Michel Georges Alfred Catty naît le 18 juin 1931 à Amiens, dans la Somme.
Sa mère travaille dans une usine de confection. N’ayant aucune formation, il rejoint Paris au début des années 1950 et vit de petits boulots, avant de fréquenter le milieu de la nuit. Il se travestit aussi en imitant France Gall ou Brigitte Bardot.
Il est directeur du Cabaret Michou, au no 80 de la rue des Martyrs dans le 18e arrondissement de la capitale. Il a également sorti plusieurs singles.
Michou adopte une apparence vestimentaire extravagante et kitsch, dont de fameuses lunettes bleues et un brushing décoloré, et ne fait pas mystère de son homosexualité.
Il développe le concept du cabaret-restaurant-spectacle. Après le dîner, les lumières s'éteignent et le spectacle démarre. Sur une scène minuscule, des drag-queens remarquablement maquillés chantent en play-back en imitant les vedettes de l'industrie du spectacle, actuelles ou (le plus souvent) anciennes, dont les principales restent Dalida, Sylvie Vartan, Chantal Goya, Mylène Farmer où Édith Piaf.
Il fait une apparition au cinéma en 1973 dans La Bonne Année, de Claude Lelouch. Il y joue son propre rôle.
De 1987 à 1990, il fait partie des invités de l'émission culinaire hebdomadaire Quand c'est bon ?… Il n'y a pas meilleur ! diffusée sur FR3 et animée par François Roboth.
Le 24 janvier 2005, Michou a été fait chevalier de la Légion d'honneur par le président Jacques Chirac.
En février 2005 sort un film documentaire de 52 minutes, titré Michou, la vie en bleu, réalisé pour France 5 par Frédéric Lievain.
Il a souvent été imité et parodié par le comique Jonathan Lambert, notamment dans la Grosse Émission.
Il soutient au fil des ans plusieurs personnalités parisiennes de droite. Il est supporter de Nicolas Sarkozy, l'ayant notamment soutenu au Palais omnisports de Paris-Bercy le 29 avril 2007, lors de sa réunion publique à Paris.

### Cabaret

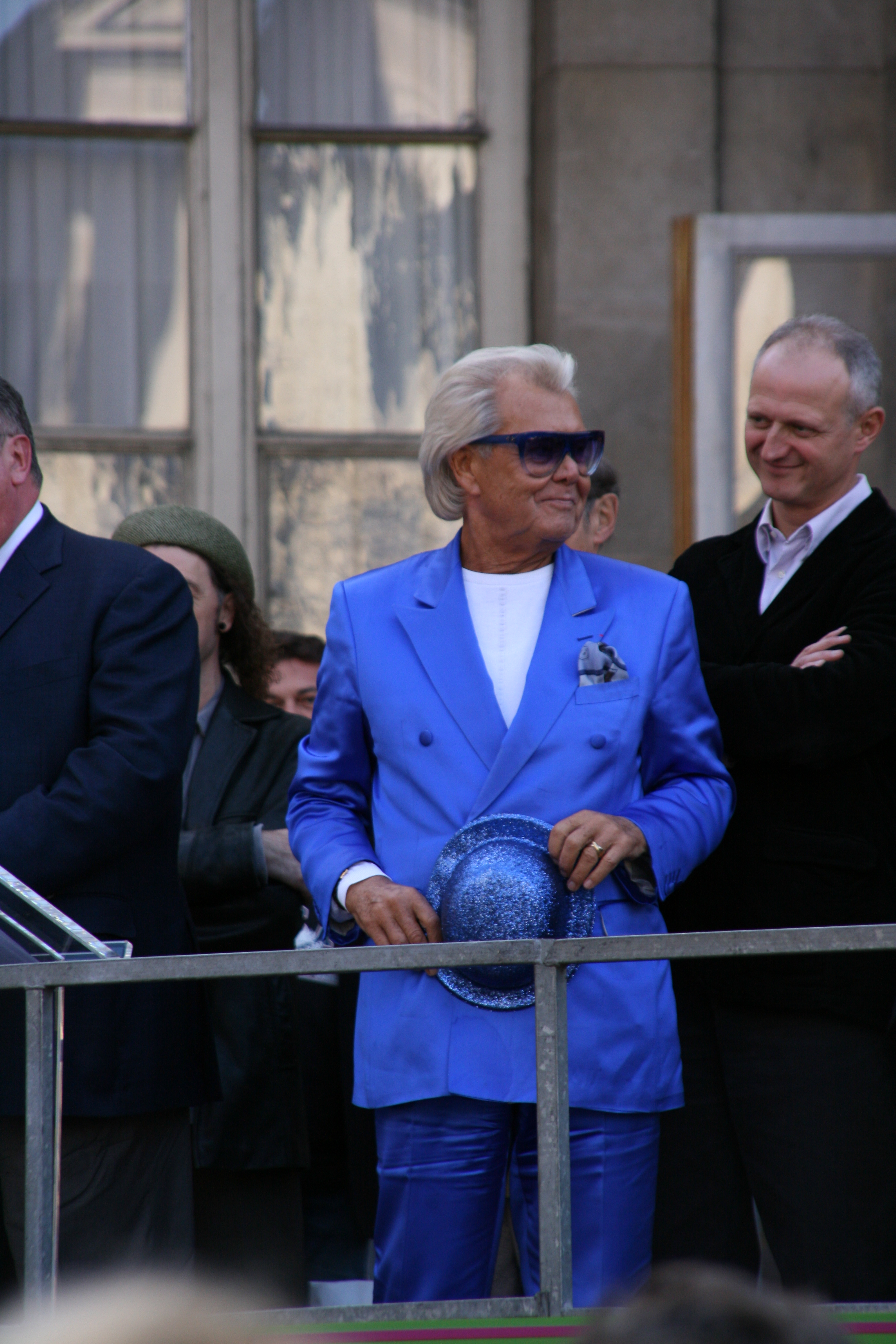
Michou en 2006.

L'établissement était au départ un restaurant et un bar de nuit (qui n'eut pas toujours l'autorisation de rester ouvert toute la nuit : les clients s'y laissaient enfermer après 2 heures du matin quand les règlements de police obligeaient « Lulu », l'employée du vestiaire chargée de la porte, à refuser de nouveaux clients). Au début des années 1960, Michou y lança progressivement ses spectacles de transformistes interprétant des classiques de la chanson, souvent de façon burlesque, parfois poétiquement. Il y participait en meneur de jeu toujours en scène : la troupe était réduite, constituée de personnages du quartier, tel « la grande Eugène », alors teinturier. Ce fut une adresse confidentielle, proche de Madame Arthur, et de Pigalle.
Échotiers et chroniqueurs de la nuit découvrirent cet endroit, après quelques années de spectacle plus ou moins improvisé. Georges Debot, ami de Michou, Jacques-Louis Delpal, par la suite responsable avec lui d'un petit guide « bleu tendre », puis auteur d'un livre sur les « travestis », Alain Naulin, collaborateur de France-Soir, évoquèrent la boîte de la rue des Martyrs bien avant 1968 et la « libéralisation » des spectacles. On y vit souvent Yves Mourousi, journaliste à l'ORTF qui allait devenir un présentateur du JT de la Une.
Chez Michou tenait alors presque du club, à la fois très parisien et bon enfant. Michou « et ses Michettes » connurent la célébrité au cours des années 1970, la renommée parisienne devenant « nationale » et les émissions de télévision se succédant, alors que d'autres cabarets, au succès éphémère, contribuaient à l'engouement pour les spectacles à ce moment encore dit globalement et imprécisément de travestis (La Grande Eugène, L'Ange Bleu et, pour une part, l'Alcazar de Jean-Marie Rivière, où officiait Babette).
Le cabaret Michou n'allait pas désemplir. Michou devint réellement une célébrité, capable de réunir le Tout-Paris sur un bateau pour ses 60 ans, fêtés au fil de la Seine. Expansif, amateur des meilleurs champagnes, toujours irréprochablement coiffé, embrassant les vedettes lors de toutes les manifestations festives, étonnamment matinal pour un noctambule, il est resté très populaire dans son quartier et à Montmartre, dont il est une personnalité symbolique, à l'instar de celle que fut sa grande amie Dalida. La couleur préférée de Michou est, depuis toujours, le bleu : ses lunettes, ses vêtements et les décorations de la salle de spectacle sont de cette couleur.
Les transformistes se succèdent, chaque soir, sur la petite scène du 80, rue des Martyrs, dans le quartier Montmartre. Le spectacle Folies folles est encore de la veine « Michou ».
Au seuil de la mort, Michou souhaitait l'arrêt de son cabaret. En raison de difficultés financières, le cabaret arrête son activité après un dernier spectacle le 30 juin 2024,.
En octobre 2024, l’humoriste Gad Elmaleh rachète le cabaret pour lui donner une nouvelle vie en le destinant au stand-up,.

### Vie privée

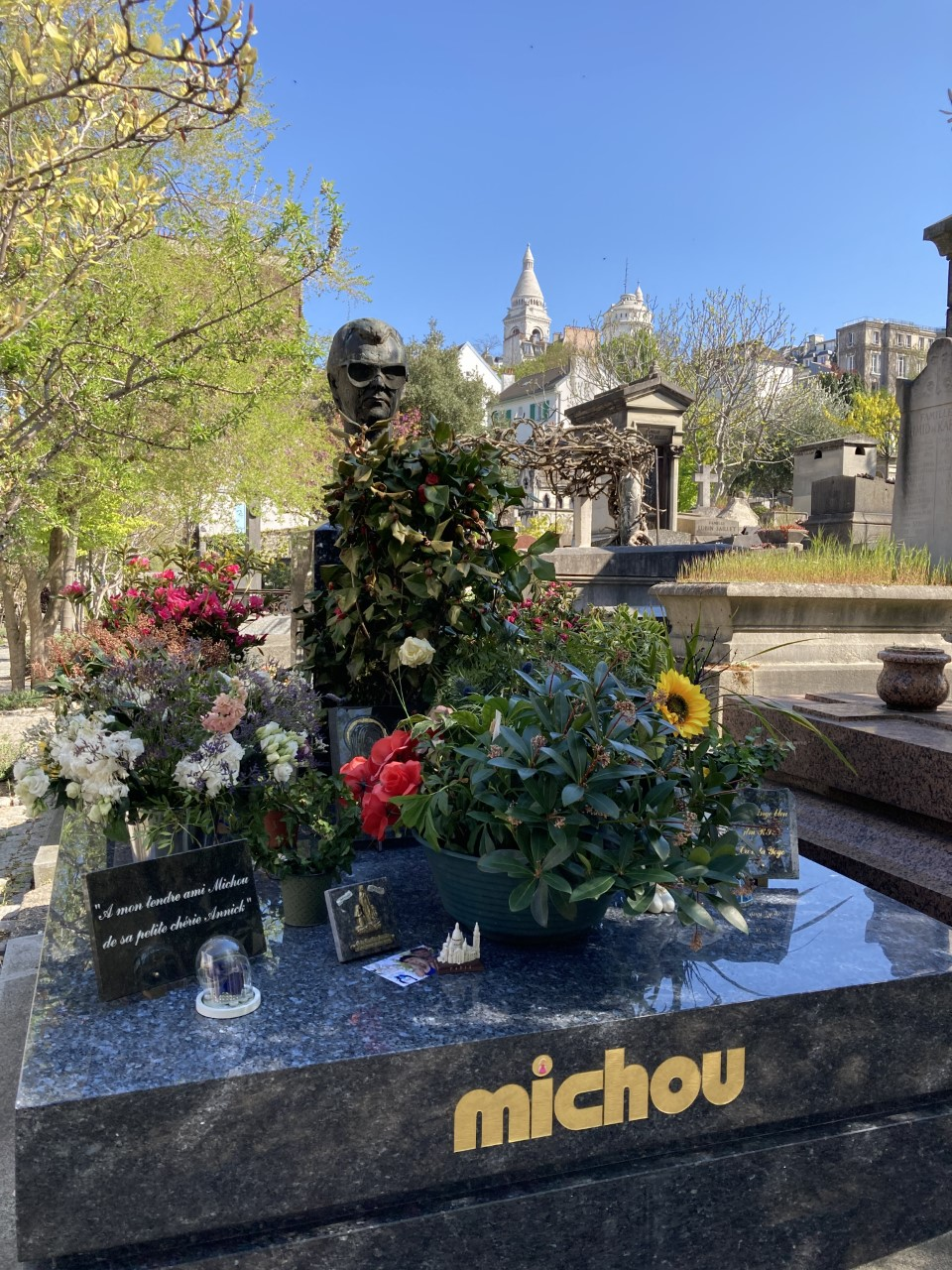
Tombe au cimetière Saint-Vincent de Montmartre (division 12).

Michou est ouvertement homosexuel. De 2001 jusqu'à sa mort, il partage sa vie avec un homme du nom d'Erwann.
Il se fait remarquer par son apparence vestimentaire extravagante et kitsch, dont notamment des lunettes bleues et un brushing décoloré.

### Mort
Michou meurt à l'hôpital Bégin de Saint-Mandé (Val-de-Marne), où il était hospitalisé depuis quelques jours, le 26 janvier 2020 à l'âge de 88 ans. Conformément à son souhait, il est inhumé au cimetière Saint-Vincent à Montmartre le 31 janvier 2020, après une cérémonie en l'église Saint-Jean de Montmartre en présence de Brigitte Macron et de personnalités du monde du spectacle.

## Discographie
- 1972 : Si tu f'sais du tandem avec moi
- 1973 : Quoi mon chou ?
- 1974 : Plus joli qu'une fleur
- 1974 : Qu'est-ce qui m'attend à la rentrée.../...Le Clown sur la piste
- 1978 : Fofolle
- 1978 : L'Homme à femmes[18]
- 1978 : Moi j'suis Michou
- 1989 : Le Bataillon de chez Michou
- 1989 : Les Fricoteuses
- 1989 : Le Cabaret qui défend les droits de l'homme
- 2001 : Michou, c'est qui ?
- 2002 : Star de la Nuit (collectif au profit de l'association de sécurité routière La Route Des Jeunes)
- 2005 : Signé Michou
- 2008 : Michoumania
- 2011 : 80, rue des Martyrs

## Filmographie
- 1973 : La Bonne Année de Claude Lelouch : lui-même
- 1973 : Molière pour rire et pour pleurer : Beauchamp

## Décorations
- Chevalier de la Légion d'honneur (2005)
- Officier de l'ordre des Arts et des Lettres (2011)[19]

## Hommages
Depuis février 2025, la promenade Michou située à la limite des 9e et 18e arrondissements de Paris est nommé en sa mémoire.

## Ouvrage
- Michou, Prince bleu de Montmartre, Le Cherche Midi, 2017. Sous la direction et avec la collaboration de François Soustre, et celle de Sylvain Dufour. Préface d'Anny Duperey[20].